# Кровь на полу
«Кровь на полу (Картина, 1986)» (англ. Blood on the Floor (Painting, 1986)) — картина британского художника ирландского происхождения Фрэнсиса Бэкона, созданная в 1986 году. Она была выполнена маслом на холсте. На ней изображены брызги крови, написанные каплями краски, на голом полотняном полу, который может быть деревянной доской или трамплином, на плоском ярко-оранжевом фоне. На фоне нарисованы две висящие лампочки (одна белая и одна расплавленная жёлтая) и выключатель света.
«Кровь на полу» принято считать высшей точкой в позднем творческом периоде Бэкона и отражающей его углубляющееся разочарование в жизни, выраженное через строгую, тонкую работу кисти. Картина характеризовалась искусствоведами как «поразительно простая». Работа связана с картиной «Кровь на тротуаре», завершённой два года спустя в гораздо более прохладных коричневых и бледно-зелёных тонах.

## Описание
Большой масштаб картины акцентирует лужу крови и придаёт ей первостепенное значение в работе. Выключатель света и лампочки служат лишь для освещения брызг крови. В композиции отсутствует даже какой-либо намёк на «владельца» этой крови или хотя бы объяснение того, как она попала туда. По мнению искусствоведа Джозефа Харриса сама кровь становится субъектом портрета.
Картина на редкость упрощена, любое чувство перспективы в ней ослаблено. Только несколько её деталей создают ощущение реалистичного трёхмерного пространства. К ним относятся висящие лампочки, но даже их расположение нелогично против пола: их начальные точки находится глубоко в пространстве картины, но сами лампочки, кажется, нависают над полом. По мнению искусствоведа Дениса Фарра, это дедуктивное плоское свойство «усиливает чувство дезориентации». Интенсивность и узость фокуса работы напоминает монументальную скульптуру и передаёт сиюминутный шок, вместе с более глубокими подтекстами, выраженными дурным предчувствием и отчаянием.

## Мотивы
Многие из наиболее известных поздних (около 1980-х годов) работ Бэкона отличаются переосмыслением мотивов из его ранних шедевров. Фон «Крови на полу» служит отсылкой на тяжёлые и густо окрашенные фигуры переднего плана его ранних (до середины 40-х годов) работ, в частности триптиха «Три этюда к фигурам у подножия распятия». В то же время смесь тёмно-красных цветов, образующих брызги крови, отсылают к использованию им изображений из медицинских учебников в ранний период.
Лампочки — повторяющийся мотив на протяжении всей творческой карьеры Бэкона, среди прочего они выделяются на центральной части «Триптиха май — июнь» (1973).